# Antonio Martínez de Velasco
Antonio Martínez de Velasco (1768-Madrid, 1842) fue un sacerdote liberal español, canónigo de Valencia, obispo electo de Jaén, diputado por Burgos en 1822 y 1836 y senador del Reino por Valencia en 1841.
Fue párroco de la iglesia de Santiago de Madrid y canónigo de la Catedral de Valencia en 1835.
Desde 1818, fue miembro de la extinta Real Academia de Ciencias Eclesiásticas de San Isidro. Elegido diputado por la división administrativa de Burgos en febrero de 1822 (Trienio Liberal), siendo cura de la iglesia de Santiago de Madrid, fue reelegido por la misma circunscripción en octubre de 1836, restablecida la Constitución de 1812, constando ahora en el Índice histórico de diputados como profesión la de obispo, siéndolo desde un año antes de la diócesis de Jaén, sin reconocimiento papal.
Por la negativa de la Santa Sede a admitir la ordenación episcopal se vio limitado a ejercer en su diócesis funciones administrativas, figurando en el episcopologio como obispo electo en algunos casos o como obispo intruso en otros.
En 1841, durante la regencia del general Espartero, fue elegido senador por la provincia de Valencia, miembro de la comisión encargada de entender con el Gobierno las cuestiones relativas a la tutela de la reina Isabel II. Como senador defendió, frente al obispo de Córdoba Juan José Bonel y Orbe, los planes del Gobierno para la venta de los bienes del clero secular y el proyecto sobre dotación de culto y clero. En un discurso pronunciado ante el pleno del Senado el 20 de agosto acusó a los bienes del clero de ser el origen de «males funestos y escenas escandalosas para la Iglesia», que en sus orígenes había sido pobre, y negó al papa cualquier potestad sobre las rentas de la iglesia española, que debían quedar exclusivamente sometidas a las leyes.
Al abrirse la sesión del senado del sábado 15 de enero de 1842 su presidente, el conde de Almodóvar, dio cuenta, con pesar de todos los senadores, del fallecimiento de Martínez de Velasco, obispo de Jaén.
Fue tío de don Cirilo Álvarez Martínez de Velasco, Ministro de Gracia y Justicia, Presidente del Tribunal Supremo y caballero del Toisón de Oro.[cita requerida]